# HD 121557
HD 121557，又名CP-65 2553，SAO 252534、HR 5242，是一颗恒星，视星等为6.2，位于銀經309.74，銀緯-3.82，其B1900.0坐标为赤經13h 51m 3.2s，赤緯-65° -3.82′ 40″。